# Shallow Be Thy Game
«Shallow Be Thy Game» es una canción de la banda californiana Red Hot Chili Peppers, de su álbum lanzado en 1995, One Hot Minute. Es la duodécima canción del álbum y el quinto sencillo del mismo, siendo únicamente lanzado en Australia en 1996. La letra de la canción habla sobre rechazar la religión organizada en general, pero especialmente el cristianismo (con una referencia subjetiva al apoyo de Galileo al heliocentrismo). La canción habla en contra de los misioneros, impulsando sus ideas sobre las personas que no los quieren, y el nombre despectivo de la misma canción (traducido: "Superficial sea tu juego") es un juego de palabras de la frase cristiana "Santificado sea tu Nombre" (Traducido al inglés: Hallowed Be Thy Name) del Padre nuestro, de la cual la banda de heavy metal Iron Maiden hizo una canción para el disco The Number of the Beast, de 1982.

## Canciones
1. «Shallow Be Thy Game» (Versión del álbum)
2. «Walkabout» (Versión del álbum)
3. «Suck My Kiss» (En vivo, Róterdam 1995) (Previamente lanzada en el sencillo de «Aeroplane»)

- Datos: Q2620485